# 列昂尼德·巴巴绍夫
列昂尼德·伊万诺维奇·巴巴绍夫（羅馬化：Leonid Ivanovich Babashov；1966年1月31日—）俄罗斯政治人物，第八届国家杜马代表。
1995年从基辅土木工程学院毕业后，他开始作为一名企业家工作。2014年至2021年，担任第一届和第二届克里米亚国家议会代表。2021年9月起，他担任第八届国家杜马会议代表。尽管他是统一俄罗斯党的成员，但他还是以独立候选人的身份参选叶夫帕托里亚选区并成功当选。
巴巴绍夫结过两次婚，育有三个孩子。